# Mus pahari
Mus pahari е вид бозайник от семейство Мишкови (Muridae).

## Разпространение
Видът е разпространен в Бутан, Виетнам, Индия, Камбоджа, Китай, Лаос, Мианмар и Тайланд.